# Justicia striata
Espèce
Synonymes
- Adhatoda striata Klotzsch[1]
- Justicia striata var. striata[1]

Justicia striata (Klotzsch) Bullock est une espèce de plantes à fleurs de la famille des Acanthaceae et du genre Justicia, assez répandue en Afrique tropicale.

## Liste des sous-espèces et variétés
Selon Catalogue of Life (8 janvier 2018) :
- sous-espèce Justicia striata subsp. insularis
- sous-espèce Justicia striata subsp. striata

Selon The Plant List (8 janvier 2018) :
- variété Justicia striata var. dyschoristeoides (C.B. Clarke) Hedrén

Selon Tropicos (8 janvier 2018) (Attention liste brute contenant possiblement des synonymes) :
- sous-espèce Justicia striata subsp. austromontana Hedrén
- sous-espèce Justicia striata subsp. occidentalis J.K. Morton
- sous-espèce Justicia striata subsp. striata
- variété Justicia striata var. dyschoristeoides (C.B. Clarke) Hedrén
- variété Justicia striata var. striata